# Nanortalik
Nanortalik (pronúnciaⓘ; antigamente: Nennortalik) com 1 101 habitantes (2024) é a 11ª cidade mais populosa da Gronelândia e situa-se em uma ilha (também chamada Nanortalik) no município de Kujalleq, no sul da Gronelândia.

## Etimologia
Nanortalik é um nome gronelandês, significando “sítio dos ursos“, em alusão aos numerosos ursos polares encontrados em blocos de gelo flutuantes na região.

## História
Nanortalik foi criada em 1797, como um entreposto comercial da colónia dinamarquesa de Julianehåb (hoje: Qaqortoq). Em 1834-1836, a povoação foi deslocado 3 km para norte, onde havia um porto melhor.

## Geografia
Nanortalik é a cidade mais meridional da Gronelândia. Está situada numa pequena ilha ao largo da costa, a uns 100 km a noroeste do cabo Farvel (em groenlandês/gronelandês:  Uummannarsuaq), o ponto mais a sul da própria Gronelândia.

### Clima
| Dados climatológicos para Nanortalik | Dados climatológicos para Nanortalik | Dados climatológicos para Nanortalik | Dados climatológicos para Nanortalik | Dados climatológicos para Nanortalik | Dados climatológicos para Nanortalik | Dados climatológicos para Nanortalik | Dados climatológicos para Nanortalik | Dados climatológicos para Nanortalik | Dados climatológicos para Nanortalik | Dados climatológicos para Nanortalik | Dados climatológicos para Nanortalik | Dados climatológicos para Nanortalik | Dados climatológicos para Nanortalik |
| Mês                                  | Jan                                  | Fev                                  | Mar                                  | Abr                                  | Mai                                  | Jun                                  | Jul                                  | Ago                                  | Set                                  | Out                                  | Nov                                  | Dez                                  | Ano                                  |
| ------------------------------------ | ------------------------------------ | ------------------------------------ | ------------------------------------ | ------------------------------------ | ------------------------------------ | ------------------------------------ | ------------------------------------ | ------------------------------------ | ------------------------------------ | ------------------------------------ | ------------------------------------ | ------------------------------------ | ------------------------------------ |
| Temperatura máxima recorde (°C)      | 11                                   | 11                                   | 8                                    | 15                                   | 16                                   | 20                                   | 17                                   | 19                                   | 16                                   | 14                                   | 13                                   | 12                                   | 20                                   |
| Temperatura máxima média (°C)        | −1,3                                 | −0,7                                 | 0,0                                  | 3,6                                  | 7,5                                  | 10,4                                 | 12,4                                 | 12,1                                 | 9,0                                  | 4,6                                  | 1,5                                  | −0,7                                 | 4,9                                  |
| Temperatura média (°C)               | −4,7                                 | −4,1                                 | −3,4                                 | 0,2                                  | 4,0                                  | 6,6                                  | 8,6                                  | 8,4                                  | 5,8                                  | 1,8                                  | −1,4                                 | −3,9                                 | 1,5                                  |
| Temperatura mínima média (°C)        | −8,0                                 | −7,5                                 | −6,8                                 | −3,1                                 | 0,6                                  | 2,8                                  | 4,8                                  | 4,8                                  | 2,8                                  | −1,0                                 | −4,3                                 | −7,0                                 | −1,8                                 |
| Temperatura mínima recorde (°C)      | −15                                  | −16                                  | −16                                  | −13                                  | −6                                   | −2                                   | 0                                    | −1                                   | −3                                   | −6                                   | −10                                  | −13                                  | −16                                  |
| Precipitação (mm)                    | 120                                  | 99                                   | 76                                   | 74                                   | 67                                   | 64                                   | 67                                   | 84                                   | 103                                  | 89                                   | 130                                  | 116                                  | 1 089                                |
| Umidade relativa (%)                 | 75                                   | 76                                   | 74                                   | 72                                   | 72                                   | 73                                   | 76                                   | 78                                   | 76                                   | 75                                   | 74                                   | 75                                   | 75                                   |
| Fonte: Weatherbase                   |                                      |                                      |                                      |                                      |                                      |                                      |                                      |                                      |                                      |                                      |                                      |                                      |                                      |
| Fonte 2: Climate Data                |                                      |                                      |                                      |                                      |                                      |                                      |                                      |                                      |                                      |                                      |                                      |                                      |                                      |

## População
Com 1 101 habitantes (2024), é a 3ª cidade mais populosa no município Kujalleq e a 11ª mais populosa de toda a Gronelândia. 

A população tem vindo a diminuir ao longo dos últimos anos. A maioria das cidades e assentamentos no sul da Groenlândia têm padrões de crescimento negativo ao longo das últimas duas décadas, muitos assentamentos a despovoar-se rapidamente.

## Economia
A economia de Nanortalik está dominada pela pesca e pela caça (com realce para o camarão e a foca).                        Metade da população laboral trabalha nos serviços da administração pública (com destaque para o ensino e a saúde).             O turismo uma certa potencialidade.

## Infraestrutura

### Transporte

#### Aéreo
Dispõe do heliporto de Nanortalik, servido pela Air Greenland, com voos de helicóptero para Qaqortoq e Narsarsuaq (da qual há ligação ao resto da Gronelândia e à Europa através do aeroporto de Narsarsuaq).                                                                                                              

#### Marítimo
A cidade é servida pela Disko Line com ligação a Qaqortoq, Narsaq e Narsarsuaq. 

## Património histórico, cultural e turístico
A cidade dispõe de um património turístico e cultural, onde pode ser destacado:

- Museu de Nanortalik (dinamarqês Nanortalik museum; gronelandês Nanortallip Katersugaasivia); museu ao ar livre.
- Igreja de Nanortalik (dinamarqês Nanortalik Kirke)

## Galeria

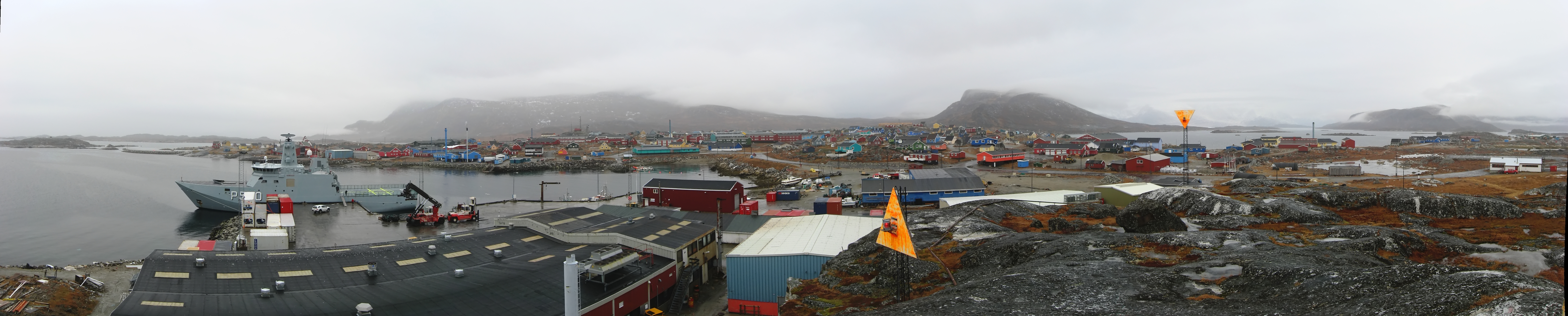
Vista da cidade
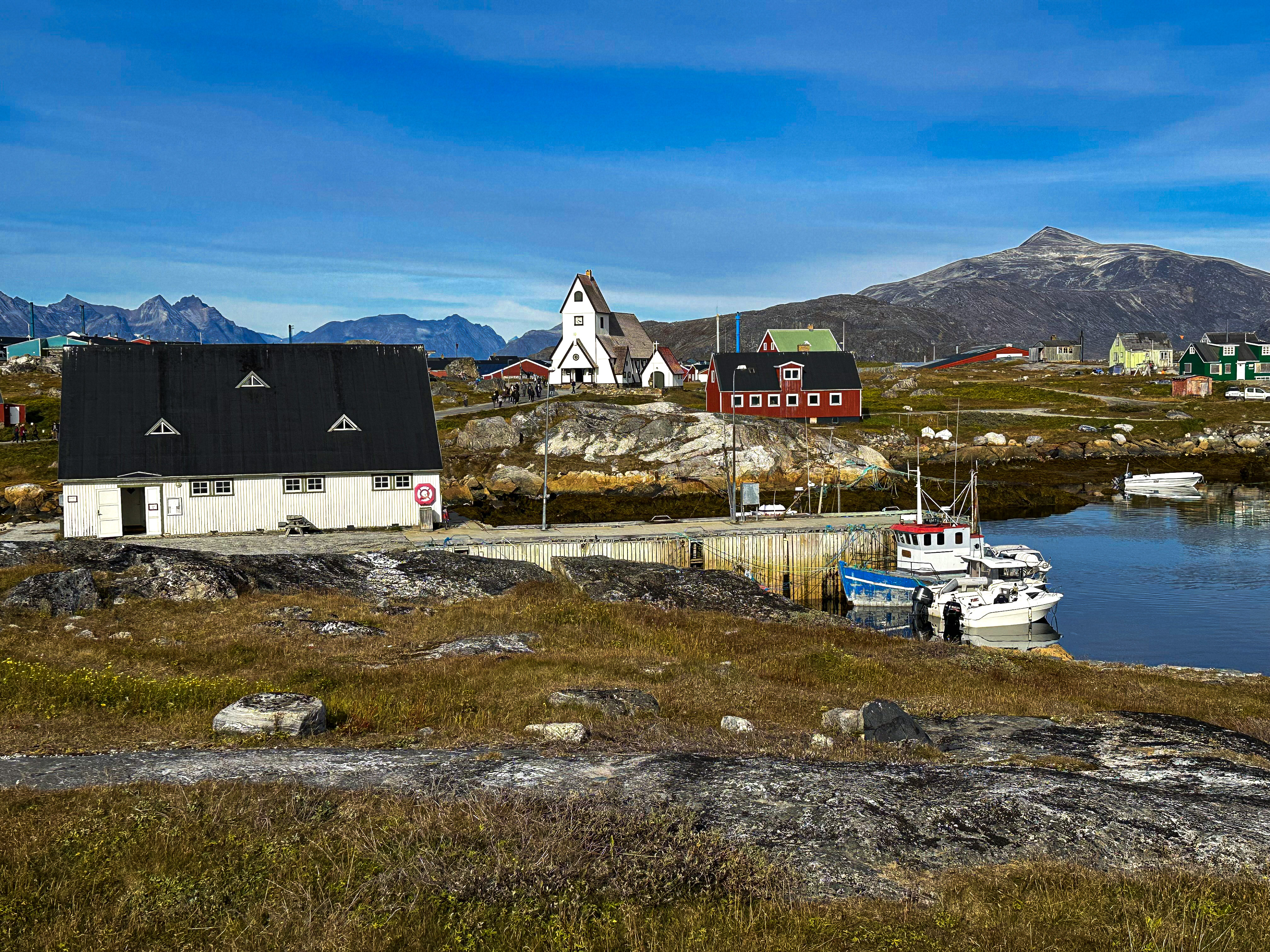
O porto de Nanortalik
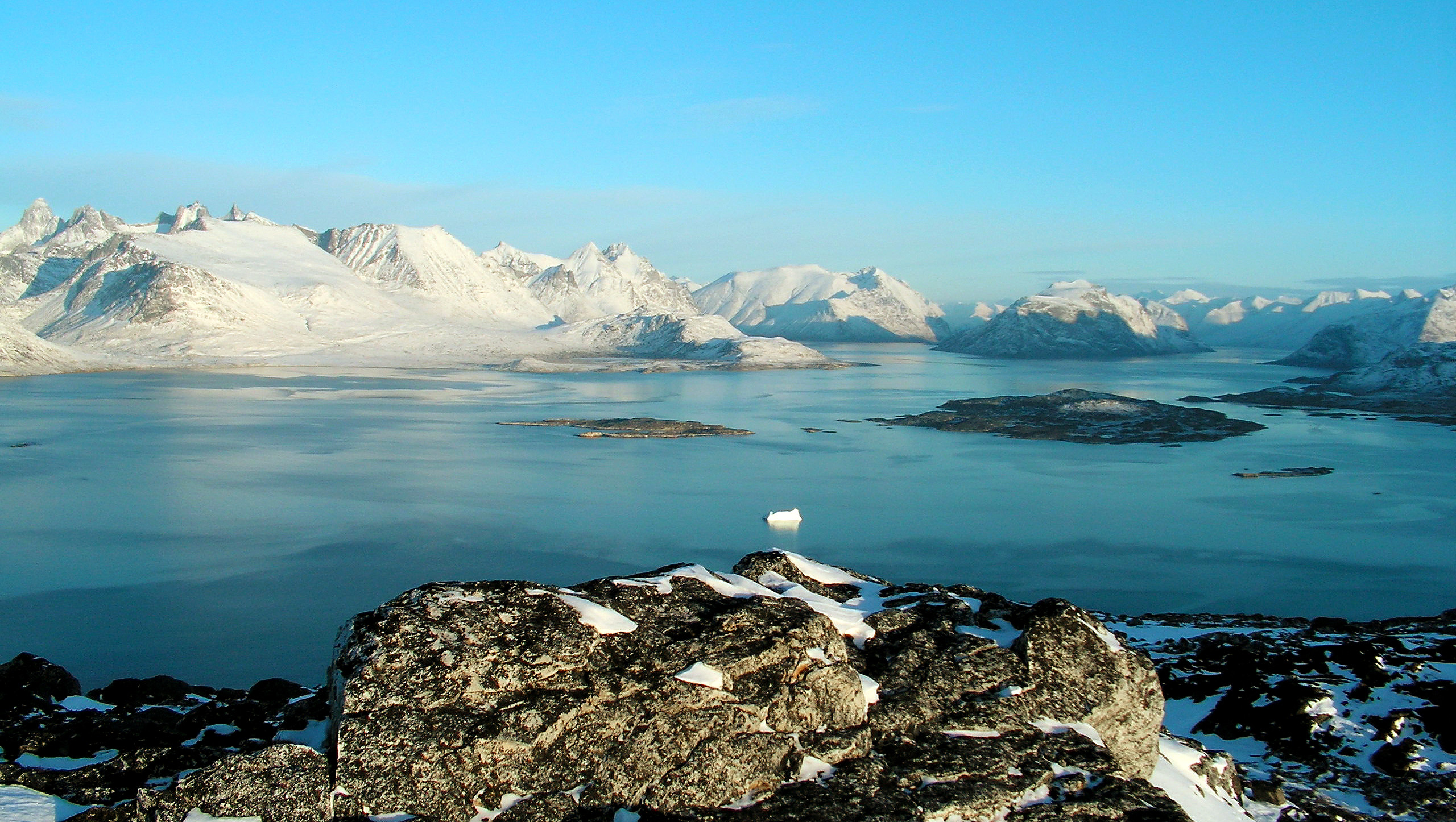
Imediações de Nanortalik
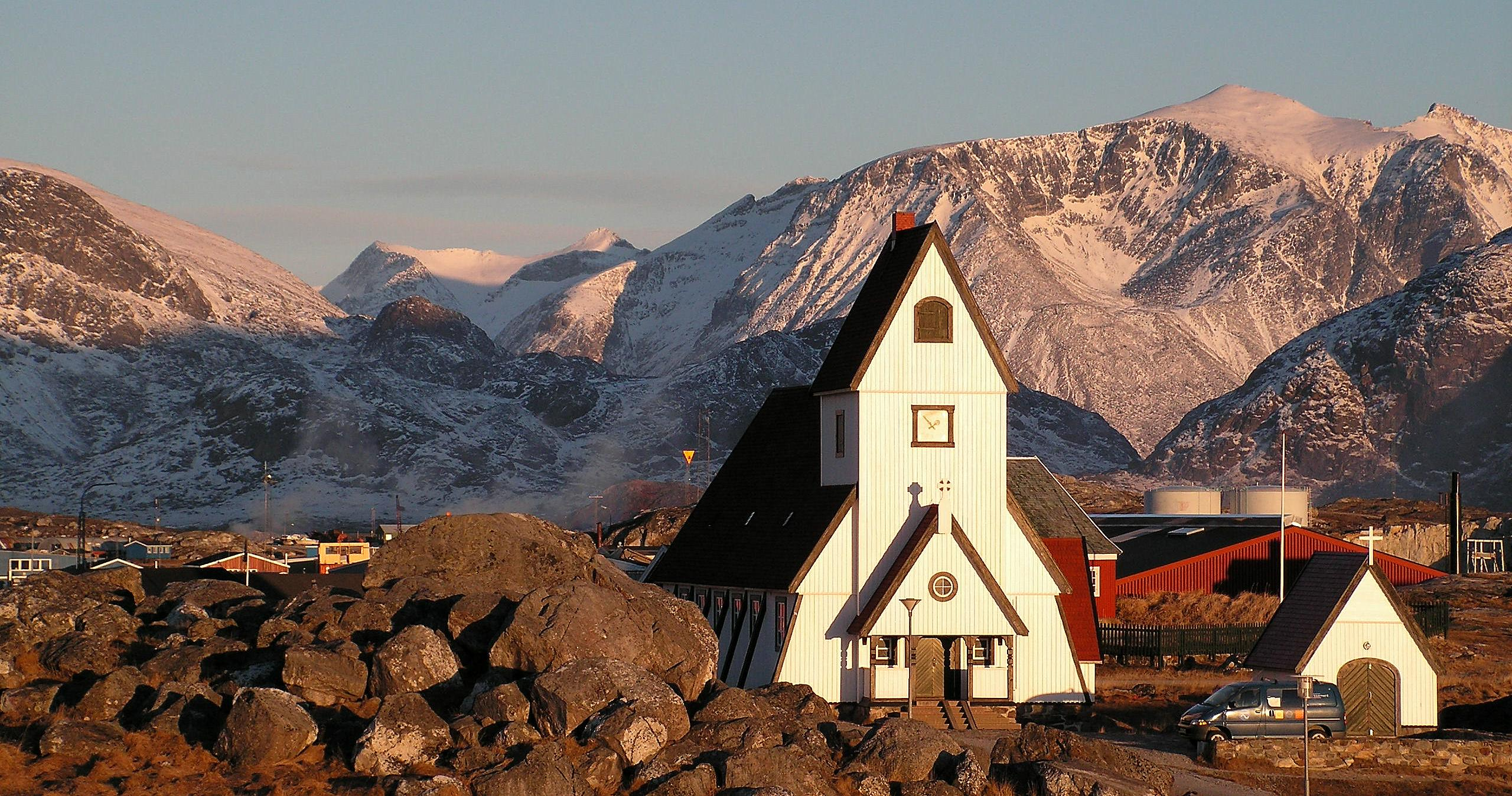
A igreja de Nanortalik